# Daniel Stensson
Daniel Tom John Stensson, född 24 mars 1997, är en svensk fotbollsspelare som spelar för Djurgårdens IF.
Han är tvillingbror till fotbollsspelaren Jacob Stensson.

## Karriär
Han debuterade för IF Brommapojkarna i Superettan den 3 april 2015 i en 0–1-förlust mot Östersunds FK. I februari 2016 förlängdes hans kontrakt med två år.
I februari 2017 lånades Stensson ut till Assyriska FF över hela säsongen. I januari 2018 värvades Stensson av italienska Serie C-klubben AC Mestre, där han skrev på ett 1,5-årskontrakt.
I februari 2019 värvades Stensson av Akropolis IF. I januari 2020 värvades Stensson av Dalkurd FF, där han skrev på ett treårskontrakt. I januari 2021 värvades Stensson av GIF Sundsvall, där han skrev på ett treårskontrakt.
I juli 2022 kontrakterades Stensson av Uppsalaklubben IK Sirius. I juli 2023 tillgavs han kaptensbindeln i klubben. 
Den 13 augusti 2024 lämnade Stensson, efter kontroverser, IK Sirius och skrev på för sin moderklubb Djurgårdens IF, på ett kontrakt varande i 3,5 år. Den 18 augusti 2024 debuterade Stensson för sin moderklubb, i tvillingderbyt mot AIK, då han ersatte Rasmus Schüller i den 74:e matchminuten. Djurgårdens IF besegrades med 0-2. Den 24 oktober 2024 gjorde Stensson sitt första mål för Djurgårdens IF, då han i den 62:e matchminuten kvitterade mot portugisiska Vitoria de Guimaraes I UEFA Conference League. Trots målet, besegrades Djurgårdens IF med 1-2.

## Statistik

### Klubblag
| Klubb                              | Säsong         | Liga             | Liga    | Liga | Liga   | Nationell cup | Nationell cup | Nationell cup | Internationell cup | Internationell cup | Internationell cup | Totalt  | Totalt | Totalt |
| Klubb                              | Säsong         | Division         | Matcher | Mål  | Assist | Matcher       | Mål           | Assist        | Matcher            | Mål                | Assist             | Matcher | Mål    | Assist |
| ---------------------------------- | -------------- | ---------------- | ------- | ---- | ------ | ------------- | ------------- | ------------- | ------------------ | ------------------ | ------------------ | ------- | ------ | ------ |
| IF Brommapojkarna                  | 2015           | Superettan       | 19      | 0    | 0      | 4             | 0             | 0             | —                  | —                  | —                  | 23      | 0      | 0      |
| IF Brommapojkarna                  | 2016           | Division 1 Norra | 10      | 0    | 0      | 3             | 0             | 0             | —                  | —                  | —                  | 13      | 0      | 0      |
| IF Brommapojkarna                  | Totalt         | Totalt           | 29      | 0    | 0      | 7             | 0             | 0             | —                  | —                  | —                  | 36      | 0      | 0      |
| Assyriska FF                       | 2017           | Division 1 Norra | 23      | 2    | 3      | 0             | 0             | 0             | —                  | —                  | —                  | 23      | 2      | 3      |
| Assyriska FF                       | Totalt         | Totalt           | 23      | 2    | 3      | 0             | 0             | 0             | —                  | —                  | —                  | 23      | 2      | 3      |
| AC Mestre                          | 2017/18        | Serie C-B        | 4       | 0    | 0      | —             | —             | —             | —                  | —                  | —                  | 4       | 0      | 0      |
| AC Mestre                          | Totalt         | Totalt           | 4       | 0    | 0      | —             | —             | —             | —                  | —                  | —                  | 4       | 0      | 0      |
| Akropolis IF                       | 2019           | Ettan Norra      | 23      | 2    | 0      | 2             | 0             | 0             | —                  | —                  | —                  | 25      | 2      | 0      |
| Akropolis IF                       | Totalt         | Totalt           | 23      | 2    | 0      | 2             | 0             | 0             | —                  | —                  | —                  | 25      | 2      | 0      |
| Dalkurd FF                         | 2020           | Superettan       | 25      | 0    | 5      | 3             | 1             | 0             | —                  | —                  | —                  | 28      | 1      | 5      |
| Dalkurd FF                         | Totalt         | Totalt           | 25      | 0    | 5      | 3             | 1             | 0             | —                  | —                  | —                  | 28      | 1      | 5      |
| GIF Sundsvall                      | 2021           | Superettan       | 23      | 0    | 2      | 3             | 1             | 0             | —                  | —                  | —                  | 26      | 1      | 2      |
| GIF Sundsvall                      | 2022           | Allsvenskan      | 9       | 2    | 0      | 1             | 0             | 1             | —                  | —                  | —                  | 10      | 2      | 1      |
| GIF Sundsvall                      | Totalt         | Totalt           | 32      | 2    | 2      | 4             | 1             | 1             | —                  | —                  | —                  | 36      | 3      | 3      |
| IK Sirius                          | 2022           | Allsvenskan      | 15      | 1    | 3      | 1             | 0             | 0             | —                  | —                  | —                  | 16      | 1      | 3      |
| IK Sirius                          | 2023           | Allsvenskan      | 27      | 2    | 5      | 3             | 1             | 1             | —                  | —                  | —                  | 30      | 3      | 6      |
| IK Sirius                          | 2024           | Allsvenskan      | 15      | 0    | 2      | 0             | 0             | 0             | —                  | —                  | —                  | 15      | 0      | 2      |
| IK Sirius                          | Totalt         | Totalt           | 57      | 3    | 10     | 4             | 1             | 1             | —                  | —                  | —                  | 61      | 4      | 11     |
| Djurgårdens IF                     | 2024           | Allsvenskan      | 8       | 0    | 0      | 1             | 0             | 0             | 4                  | 1                  | 0                  | 13      | 1      | 0      |
| Djurgårdens IF                     | Totalt         | Totalt           | 8       | 0    | 0      | 1             | 0             | 0             | 4                  | 1                  | 0                  | 13      | 1      | 0      |
| Hela karriären                     | Hela karriären | Hela karriären   | 201     | 9    | 20     | 21            | 3             | 2             | 4                  | 1                  | 0                  | 226     | 13     | 22     |
| Senast uppdaterad 13 augusti 2024. |                |                  |         |      |        |               |               |               |                    |                    |                    |         |        |        |

### Landslag
| Landslag                           | År     | Totalt  | Totalt | Totalt |
| Landslag                           | År     | Matcher | Mål    | Assist |
| ---------------------------------- | ------ | ------- | ------ | ------ |
| Sverige U17                        | 2013   | 3       | 0      | 0      |
| Totalt                             | Totalt | 3       | 0      | 0      |
| Senast uppdaterad 10 augusti 2024. |        |         |        |        |